# Andreas von Gail
Andreas von Gail (également Gaillius) né le 12 novembre 1526 à Cologne et décédé le 11 décembre 1587 dans la même ville fut un chancelier, homme d'État et juriste du Saint-Empire romain germanique.

## Biographie
Andreas von Gail est né en 1526 dans une famille renommée de Cologne. Il étudia la jurisprudence dans les universités de Cologne, d’Orléans et de Louvain. À Louvain il épousa le 26 novembre 1552 Anna Clouven (1532-1575). Il fut diplômé en septembre 1555 par l’université de Bologne et retourna à Cologne et officia comme avocat.
À partir de 1558 il siège à la chambre impériale à Spire. En 1569 il fut nommé au conseil aulique de Vienne par l’empereur Maximilien II du Saint-Empire. En 1570 il escorte Élisabeth d’Autriche à Mézières pour son mariage avec le roi de France Charles IX,Loù il prononce le discours d'usage.e 24 janvier 1571 il fut promu à l’influent poste de référendaire du conseil aulique, toutefois il s’engage toujours dans sa ville natale, en particulier pour l’université de Cologne. À l’été 1575 il séjourne à Prague avec sa famille et son épouse tomba malade, elle décéda la même année. Il épousa en secondes noces Christina Kannengießer la 14 janvier 1578, la fille d’une prestigieuse famille de Cologne. Fervent catholique, Andreas von Gail joua un rôle dans la succession de l’archevêché de Cologne et de l’électorat, disputée entre Gerhard Truchsess de Waldbourg et Ernest de Bavière (1554-1612). Fin 1584 Andreas de Gail fut démis de ses fonctions au conseil impérial, il retourna à Cologne et fut chancelier de la ville durant l’épiscopat d’Ernest de Bavière.
Andreas de Gail fut en 1587 très investi lors des tractations diplomatiques de la guerre de Cologne afin de défendre le parti des catholiques. Il mourut la 11 décembre 1587 d’une attaque cérébrale et fut inhumé dans l’église sainte Brigitte de Cologne.
Son frère Philipp von Gail (de) fut bourgmestre de la ville de Cologne.
Les descendants d'Andreas de Gail émigrent en Alsace dans les années 1610.

## Œuvre
Gail est considéré, avec Joachim Mynsinger von Frundeck (de), comme le fondateur de la jurisprudence de la Kammergericht. Il publia plusieurs ouvrages de droits qui furent des ouvrages de références du XVIe siècle, en particulier Practicae observationes qui est une synthèse des procédés juridiques.